# Lista de partidos políticos nas Américas por país

## América do Norte
|                | País           | Vários partidos | Dois partidos | Partido dominante | Partido único | Sem partido |
| -------------- | -------------- | --------------- | ------------- | ----------------- | ------------- | ----------- |
| Canadá         | Canadá         | √               |               |                   |               |             |
| Estados Unidos | Estados Unidos |                 | √             |                   |               |             |
| México         | México         | √               |               |                   |               |             |

## América Central Continental
|             | País        | Vários partidos | Dois partidos | Partido dominante | Partido único | Sem partido |
| ----------- | ----------- | --------------- | ------------- | ----------------- | ------------- | ----------- |
| Belize      | Belize      |                 | •             |                   |               |             |
| Costa Rica  | Costa Rica  | •               |               |                   |               |             |
| El Salvador | El Salvador |                 | •             |                   |               |             |
| Guatemala   | Guatemala   | •               |               |                   |               |             |
| Honduras    | Honduras    |                 | •             |                   |               |             |
| Nicarágua   | Nicarágua   |                 | •             |                   |               |             |
| Panamá      | Panamá      | •               |               |                   |               |             |

## Antilhas
|                          | País                     | Vários partidos | Dois partidos | Partido dominante | Partido único | Sem partido |
| ------------------------ | ------------------------ | --------------- | ------------- | ----------------- | ------------- | ----------- |
| Anguila                  | Anguilla                 |                 | •             |                   |               |             |
| Antígua e Barbuda        | Antigua e Barbuda        |                 | •             |                   |               |             |
| Aruba                    | Aruba                    | •               |               |                   |               |             |
| Bahamas                  | Bahamas                  |                 | •             |                   |               |             |
| Barbados                 | Barbados                 |                 | •             |                   |               |             |
| Ilhas Virgens Britânicas | Ilhas Virgens Britanicas |                 | •             |                   |               |             |
| Ilhas Cayman             | Ilhas Caimão             |                 | •             |                   |               |             |
| Cuba                     | Cuba                     |                 |               |                   | •             |             |
| Domínica                 | Dominica                 |                 | •             |                   |               |             |
| República Dominicana     | República Dominicana     | •               |               |                   |               |             |
| Granada (país)           | Granada                  |                 | •             |                   |               |             |
| Guadalupe                | Guadalupe                | •               |               |                   |               |             |
| Haiti                    | Haiti                    | •               |               |                   |               |             |
| Jamaica                  | Jamaica                  | •               |               |                   |               |             |
| Martinica                | Martinica                |                 | •             |                   |               |             |
| Montserrat               | Montserrat               |                 | •             |                   |               |             |
| Antilhas Holandesas      | Antilhas Holandesas      | •               |               |                   |               |             |
| Porto Rico               | Porto Rico               | •               |               |                   |               |             |
| São Cristóvão e Nevis    | Saint Kitts ae Nevis     |                 | •             |                   |               |             |
| Santa Lúcia              | St. Lucia                |                 | •             |                   |               |             |
| São Vicente e Granadinas | St. Vincent e Granadinas |                 | •             |                   |               |             |
| Trindade e Tobago        | Trinidad e Tobago        |                 | •             |                   |               |             |
| Ilhas Turks e Caicos     | Turks e Caicos           |                 | •             |                   |               |             |
|                          | Ilhas Virgens Americanas | •               |               |                   |               |             |

## América do Sul
|           | País      | Vários partidos | Dois partidos | Partido dominante | Partido único | Sem partido |
| --------- | --------- | --------------- | ------------- | ----------------- | ------------- | ----------- |
| Argentina | Argentina | •               |               |                   |               |             |
| Bolívia   | Bolívia   | •               |               |                   |               |             |
| Brasil    | Brasil    | •               |               |                   |               |             |
| Chile     | Chile     | •               |               |                   |               |             |
| Colômbia  | Colômbia  | •               |               |                   |               |             |
| Equador   | Equador   | •               |               |                   |               |             |
| Guiana    | Guiana    |                 | •             |                   |               |             |
| Panamá    | Panamá    | •               |               |                   |               |             |
| Paraguai  | Paraguai  | •               |               |                   |               |             |
| Peru      | Peru      | •               |               |                   |               |             |
| Suriname  | Suriname  | •               |               |                   |               |             |
| Uruguai   | Uruguai   | •               |               |                   |               |             |
| Venezuela | Venezuela | •               |               |                   |               |             |